# Limnephilus petri
Limnephilus petri là một loài Trichoptera trong họ Limnephilidae. Chúng phân bố ở miền Cổ bắc.